# Hymenophyllum trichophyllum
Hymenophyllum trichophyllum là một loài thực vật có mạch trong họ Hymenophyllaceae. Loài này được Kunth miêu tả khoa học đầu tiên năm 1815.